# Aleuroviggianus polymorphus
Aleuroviggianus polymorphus  es una especie de insecto hemíptero de la familia Aleyrodidae y la subfamilia Aleyrodinae. Se distribuyen por el Paleártico: sudoeste de Europa y el Magreb occidental.
Fue descrita científicamente por primera vez por Bink-Moenen en 1992.